# Gymnothorax thyrsoideus
Gymnothorax thyrsoideus là một loài cá lịch biển thuộc chi Cá lịch trần. Loài cá này phân bố chủ yếu khắp khu vực Ấn Độ-Thái Bình Dương, từ Ấn Độ và Maldives đến Polynesia và từ nam Nhật Bản tới Australia cũng như ở New Caledonia.